# Microctenopoma nigricans
Microctenopoma nigricans är en fiskart som beskrevs av Norris, 1995. Microctenopoma nigricans ingår i släktet Microctenopoma och familjen Anabantidae. IUCN kategoriserar arten globalt som livskraftig. Inga underarter finns listade i Catalogue of Life.